# Caproni Ca.3
Cet article concerne l'avion de 1911. Pour le bombardier de la Première Guerre mondiale, voir Caproni Ca.33/Ca.3 (1917).
Le Caproni Ca.3 était le troisième avion conçu et réalisé par le pionnier de l'aviation italienne Giovanni Battista Caproni. Plus grand et plus léger que ses prédécesseurs, les Ca.1 et Ca.2 le Caproni Ca.3 était un biplan monomoteur refroidi par eau, équipé d'un moteur Rebus développant 50 chevaux.
Le Caproni Ca.3 conservait une configuration biplan avec des empennages en queue et un moteur avec hélice tractive. Il se différentiait toutefois des modèles précédents par sa configuration d'aile : le Ca.3 était un sesquiplan, c'est-à-dire un biplan dont l'aile inférieure est beaucoup plus courte que l'aile supérieure. Le train d'atterrissage abandonnait les deux roues stabilisatrices placées aux extrémités des ailes qui caractérisaient les Ca.1 et 2. Le profil d'aile était également très novateur avec la double courbure mise au point avec son ami et collègue de travail roumain Henri Coandă. Le fuselage était très succinct car composé de deux poutres longitudinales raidies par trois montants verticaux qui soutenaient l'empennage. 
Dans un article publié dans la revue "Lettura Sportiva" le 11 janvier 1911, le journaliste Annibale Arano decrit ainsi le Ca.3 et ses tentatives de prendre les airs à Malpensa, durant l'hiver 1910-1911 : 
Et voici le N° 3, fruit suprême des dernières angoisses, quand la victoire sourit après des efforts tenaces. Il s'appuie sur ses frères aînés, plus grand, tout jaune et en parfait état de marche. L'ingénieur Caproni explique gentiment :
La direction est concentrée sur le volant qui gère ingénieusement de toutes les manœuvres. Une barre sur les pieds les soutient. Les ailes, que les techniciens me pardonnent si les termes ne sont pas les plus inappropriés, se courbent avec une sorte de double courbure et ont la particularité d'éviter, si possible, l'aspiration de l'air. La queue est semi-rigide pour éviter tout éventuel renversement. Le moteur est à l'avant et le poste de commande de l'aviateur est situé entre les ailes et la queue de l'aéronef. Toutes les précautions ont été prises mais la prudence après ces morts tragiques ressurgissent et s'imposent. On doit se battre courageusement pour chasser, autant que faire se peut, le deuil que ce triste destin prépare à des ailes moins fermes et imprudentes.
Un vol est tenté malgré l'épaisse couche de neige fraîche.
L'ami dévoué, Zweifel, prend place sur le siège et essaie de décoller à plusieurs reprises.
Mais c'est inutile, la neige gêne chaque mouvement, et le N° 3 revient à côté de ses frères pour somnoler jusqu'à la disparition de l'épaisse cape blanche, qu'avec le retour du beau temps, le vortex tourbillonnant de l'hélice puisse faire plier les petites brindilles de la lande au sol.
Les détails sur les essais en vol du Ca.3, effectuée au cours du premier semestre de 1911, ne sont pas connus.